# 一堂はじめ
一堂 はじめ（いちどう はじめ）は、日本の漫画家。20世紀末から21世紀初頭にかけて活躍していた。ストーリー展開は少女漫画の王道ともいえる展開で少々強引な男子が主人公に迫るという展開だった。
主に、『マーガレット』など集英社の漫画雑誌で作品を発表した。

## 作品リスト
- キケンなあいつ　集英社 (1999/01) ISBN 9784088470146
- 恋のイタズラ　集英社 (1999/12) ISBN 9784088471563
- 噂のダーリン　集英社 (2001/02) ISBN 9784088473413

| スタブアイコン | サブスタブ | この項目は、まだ閲覧者の調べものの参照としては役立たない、漫画家・漫画原作者に関連した書きかけの項目です。この項目を加筆・訂正などしてくださる協力者を求めています（P:漫画/PJ:漫画家）。 |